# Calaide
Calaide (in greco antico: Κάλαϊς?, Kàlais) o Calai è un personaggio della mitologia greca, è il fratello gemello di Zete ed è figlio di Borea e Orizia.

## Mitologia
Ai due fratelli, ai quali era stato predetto che sarebbero morti allorché non avessero raggiunto chi inseguivano, quando divennero adulti, spuntarono le ali e furono scelti da Giasone per partecipare alla missione degli Argonauti per la cerca del vello d'oro.

### Le avventure degli argonauti

#### L'abbandono di Eracle
Quando Giasone decise di abbandonare Eracle con Polifemo, molti degli Argonauti non appoggiarono tale decisione. Una volta in mare tentarono anche di convincere il timoniere Tifi a tornare indietro a riprenderlo, ma proprio Calaide e Zete negarono tale possibilità.
Per questo motivo Eracle non li perdonò.

#### Fineo e le arpie
Approdati a Salmidesso, Giasone chiese a re Fineo, figlio di Agenore informazioni sul vello d'oro e lui disse che avrebbe risposto se lo avessero liberato dalle Arpie che lo tormentavano da tempo. Grazie alle loro ali e alla loro abilità con l'arco, Calaide e Zete riuscirono a inseguire le orride creature fino alle isole Elote. Si fermarono solo dopo aver ricevuto da Iride, messaggera di Era, la garanzia che esse avrebbero smesso di tormentare Fineo.
In seguito furono loro a liberare i figli di Fineo e Cleopatra imprigionati per colpa di Idea.

##### Altri pareri
Calaide ebbe a quanto pare una relazione omoerotica con Orfeo. Il rapporto tra i due sarebbe già nato ai tempi della spedizione degli Argonauti, per rinsaldarsi dopo la tragica fine di Euridice, moglie di Orfeo.

### La morte
I due fratelli vinsero ai giochi funebri di Pelia due gare: Zete quella della corsa podistica più breve e Calaide quella più lunga. Mentre facevano rientro alla loro terra furono assaliti da Eracle, che non aveva mai perdonato loro il rifiuto di cambiare rotta quando lo abbandonarono. Eracle li abbatté a colpi di clava, ma pentitosi subito dopo di ciò che aveva fatto seppellì personalmente i cadaveri dei due giovani erigendo in loro memoria una stele funeraria.